# (26376) Roborosa
(26376) Roborosa est un astéroïde de la ceinture principale.

## Description
(26376) Roborosa est un astéroïde de la ceinture principale. Il fut découvert le 11 mars 1999 à l'observatoire d'Ondřejov par Petr Pravec. Il présente une orbite caractérisée par un demi-grand axe de 2,76 UA, une excentricité de 0,14 et une inclinaison de 8,5° par rapport à l'écliptique.

## Compléments